# Axel Peschel
Axel Peschel (Maasdorf, Bad Liebenwerda része, 1942. augusztus 2. –) német kerékpárversenyző. Az 1968. évi nyári olimpiai játékokon 104 km-es országúti csapatversenyben a 13. helyen végzett NDK-beli csapattársaival, Klaus Amplerrel, Günter Hoffmann-nal és Dieter Grabe-bal. Fia 1992 olimpiai aranyérmese, a szintén kerékpárversenyző Uwe Peschel.